# Richard Wrottesley (7e baronnet)
Richard Wrottesley, 7e baronnet (19 juin 1721 – 20 juillet 1769), de Wrottesley Hall dans le Staffordshire, est un député, pasteur anglican et doyen de Worcester.

## Biographie
Il est le fils cadet de John Wrottesley, 4e baronnet, député, et de Françoise, la fille de John Grey, député d'Enville. Il suit des études à la Winchester School (1736-1738) et au St John's College de l'université d'Oxford (1739). Il succède à son frère aîné Walter Wrottesley comme baronnet en 1732.
Il devient député pour Tavistock en décembre 1747, occupant le siège jusqu'en 1754. Il est nommé clerc du Drap Vert (en) de 1749 à 1754.
Il entre dans l'Église et devient ministre à Saint-Michel, Tettenhall. Il est nommé aumônier ordinaire du roi George III en 1763 et doyen de Worcester en 1765.
Il est mort en 1769, ayant épousé Lady Marie Leveson-Gower, la fille de John Leveson-Gower et Evelyn Pierrepont, en 1739. Ils ont cinq filles et un fils, John Wrottesley.